# Walentin Sierow
Walentin Aleksandrowicz Sierow (ros. Валентин Александрович Серов, ur. 7 stycznia?/19 stycznia 1865 w Petersburgu, zm. 22 listopada?/5 grudnia 1911 w Moskwie) – rosyjski malarz, jeden z najznakomitszych portrecistów swoich czasów.

## Życiorys i twórczość

### Młodość i edukacja
Sierow urodził się w Petersburgu, jako syn rosyjskiego kompozytora Aleksandra Sierowa i kompozytorki Walentiny Sierowej. W dzieciństwie uczył się w Paryżu i Moskwie pod opieką Ilji Riepina, a w latach 1880-1885 studiował w Cesarskiej Akademii Sztuk Pięknych w Petersburgu pod opieką Pawła Czistiakowa. Wczesna twórczość Sierowa naznaczona była realizmem Riepina i ścisłym systemem pedagogicznym Czistiakowa. Późniejsze inspiracje Sierowa to płótna starych mistrzów oglądane w muzeach Rosji and Europy Zachodniej, przyjaźń z Michaiłem Wrublem i (później) Konstantinem Korowinem, a także kreatywna atmosfera kręgu osób związanych z posiadłością Abramcewo, do którego należał i Sierow.

### Wczesne prace
Najlepszymi pracami wczesnego okresu twórczości artysty były portrety: Dziewczyna z brzoskwiniami (1887), i Dziewczyna w słońcu (1888), obydwa znajdują się obecnie w Galerii Tretiakowskiej. Przedstawienie na tych płótnach światła i koloru, złożona harmonia refleksów świetlnych, wyczucie nasycenia atmosfery, a także świeże postrzeganie świata cechuje wczesny impresjonizm rosyjski.

### Portrety
Począwszy od roku 1890 portrety zajęły główne miejsce w twórczości artysty. Na tym właśnie polu wykształcił się jego styl, cechujący się psychologicznym przedstawieniem portretowanych osób. Ulubionymi modelami Sierowa byli aktorzy, artyści i pisarze (Konstantin Korowin, 1891, Isaak Lewitan, 1893, Nikołaj Leskow, 1894, Nikołaj Rimski-Korsakow, 1898).
Odstępując od wielokolorowości, Sierow często malował płótna utrzymane w szarych i brunatnych barwach. Impresjonistyczne cechy jego obrazów przejawiały się czasem w złożonej konstrukcji portretu, bądź dzięki wrażeniu uchwycenia ruchu.
Podobnie jak w przypadku współczesnych mu artystów takich jak John Singer Sargent i Anders Zorn, impresjonizm w pracach Sierowa nie jest traktowany jako doktryna nie znosząca odstępstw. Sierow czerpie równie wiele z nowoczesnej teorii, co ze studiów nad twórczością Halsa czy Velazqueza. W 1894 Sierow dołączył do grupy artystycznej Pieriedwiżnicy. Od roku 1897 był wykładowcą Moskiewskiej Szkoły Malarstwa, Rzeźby i Architektury. Do grona jego uczniów należeli m.in. Paweł Kuzniecow, Nikołaj Sapunow, Martiros Sarian, Kuźma Pietrow-Wodkin i Konstantin Juon.

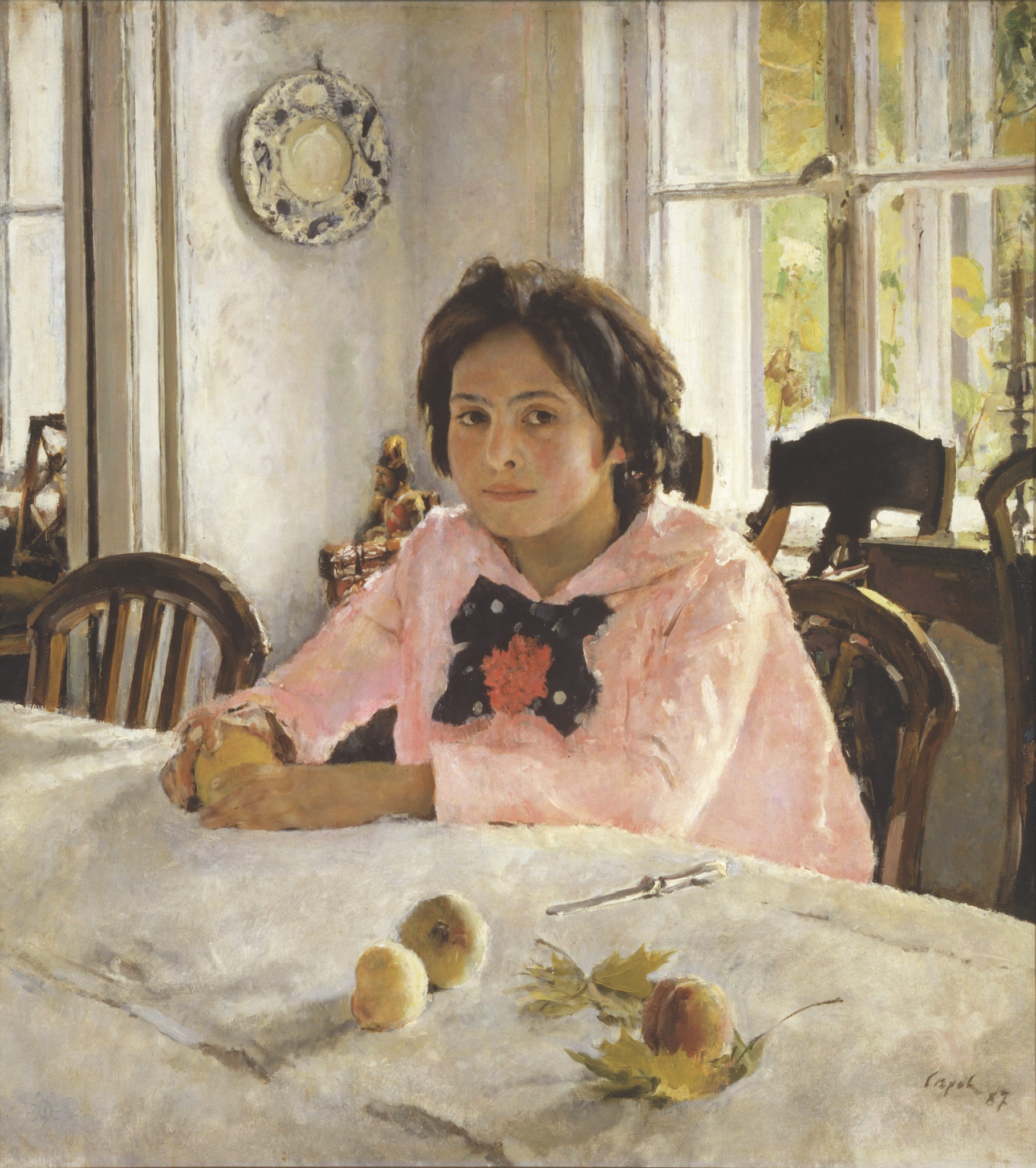
Dziewczyna z brzoskwiniami (1887) to obraz, który zapoczątkował rosyjski impresjonizm

### Późny okres
W późnym okresie swojej twórczości Sierow był członkiem Świata Sztuki. Przełom wieków był punktem zwrotnym w malarstwie Sierowa, z którego zniknęły cechy impresjonistyczne, rozwinął się natomiast styl modernistyczny (Porwanie Europy), jednakże pozostał stały, charakterystyczny, realistyczny sposób postrzegania natury i otaczających przedmiotów. Na początku XX wieku Sierow stworzył serię portretów artystów, pisarzy, aktorów i muzyków, takich jak Maksim Gorki i Fiodor Szalapin.
W ostatnich latach twórczości Sierow zajmował się malarstwem historycznym i pracami na temat mitologii klasycznej.
Sierow zmarł w Moskwie 5 grudnia 1911 roku i został pochowany na Cmentarzu Nowodziewiczym.